# Wuhletal (métro de Berlin)
Wuhletal  est une station de la ligne 5 du métro de Berlin. Elle est située dans le quartier de Hellersdorf,  à Berlin en Allemagne.
Station de correspondance entre le métro et la S-Bahn par l'intermédiaire de la gare de Berlin Wuhletal avec laquelle elle partage les accès et les quais. La station du métro utilise les deux voies centrales et la gare les deux voies extérieurs.

## Situation sur le réseau

Plan du métro.

La station Wuhletal  de la ligne 5 du métro de Berlin, est située entre la station Elsterwerdaer Platz, en direction du terminus Hauptbahnhof, et la station Kaulsdorf-Nord, en direction du terminus Hönow. Elle dispose des deux voies de la ligne, encadrées par deux quais centraux.
Station de correspondance avec la gare de Berlin Wuhletal, les quais centraux sont également desservies sur leur côté extérieur, au nord et au sud, par les trains de la ligne 5 du S-Bahn de Berlin. Le site possède également la seule voie de raccordement entre les réseaux du métro et de la S-Bahn.

## Services aux voyageurs

### Desserte
Wuhletal est desservie, voies centrales, par les rames circulant sur la ligne 5 du métro.

Installations et desserte
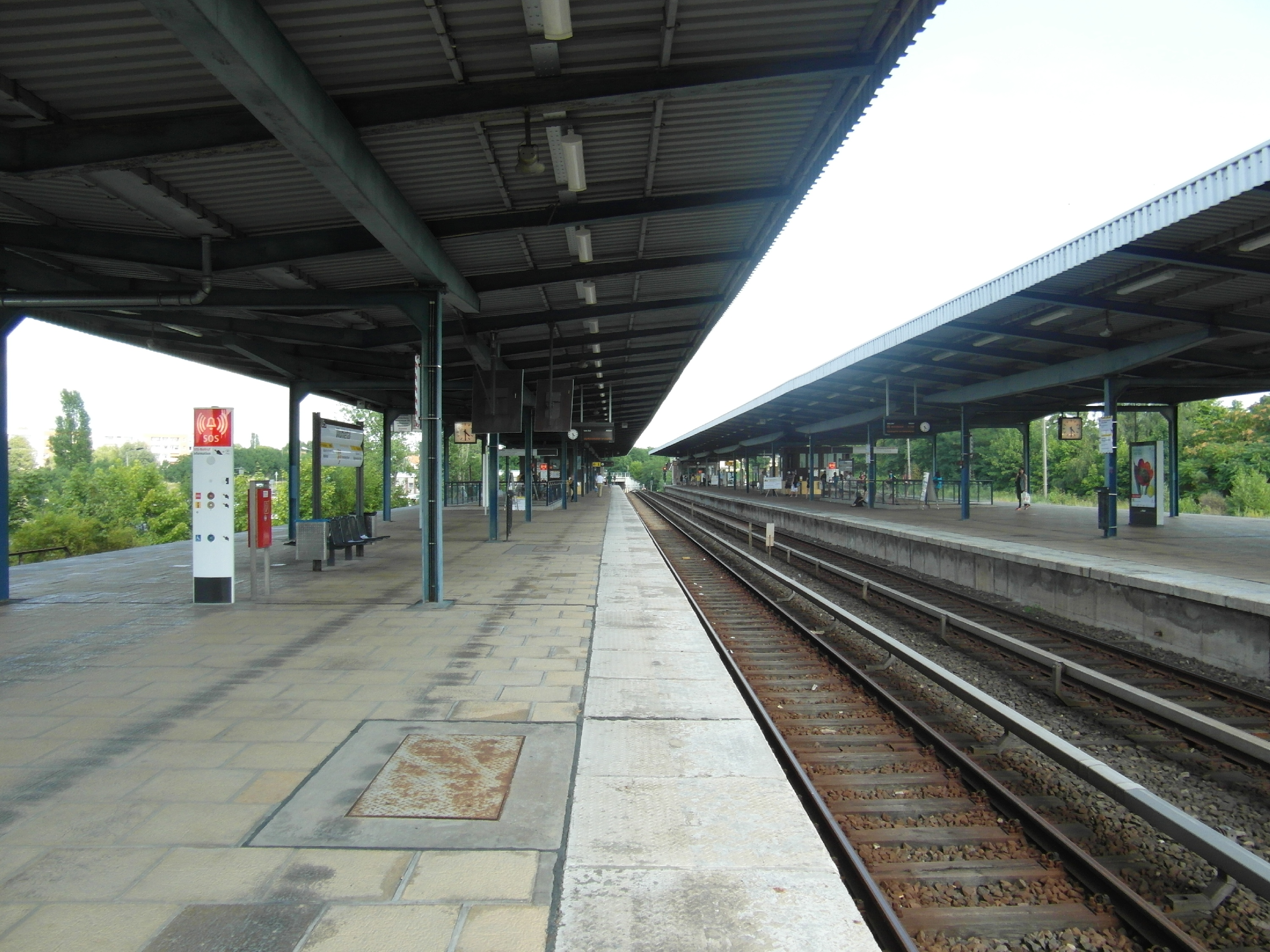
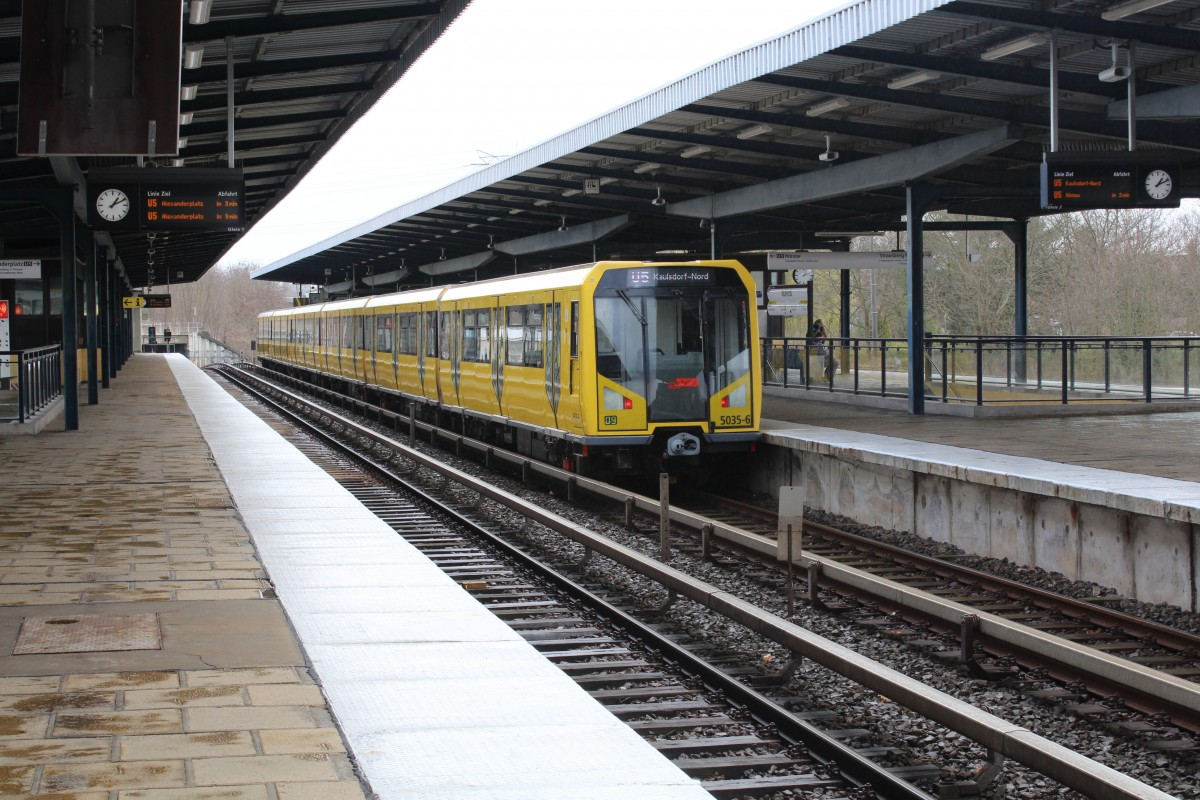
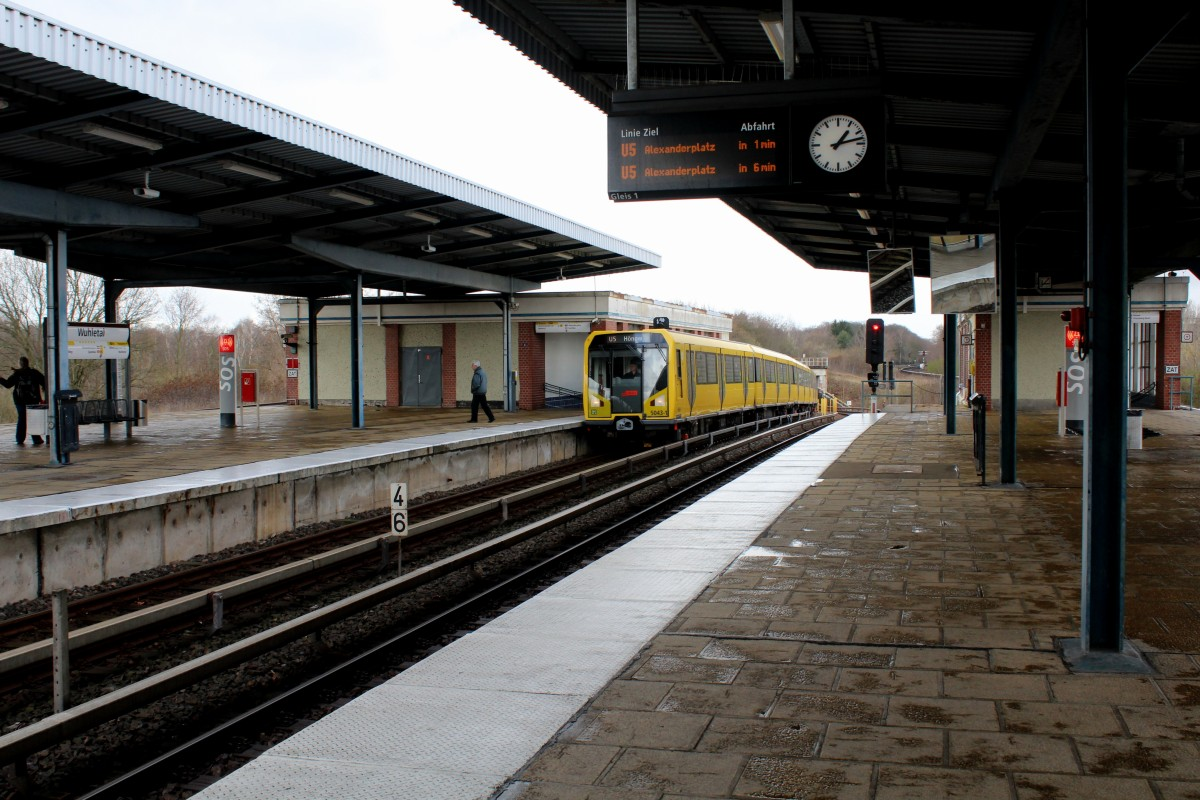

### Intermodalité
La station est en correspondance directe avec les trains de la ligne 5 du S-Bahn de Berlin qui desservent les extérieurs des deux quais centraux.